# Colònia de Natal
La Colònia de Natal fou una colònia britànica de l'Àfrica meridional oriental. Va ser proclamada com a colònia britànica el 4 de maig de 1843 després que el govern britànic va annexionar la República de Natàlia, un estat bòer, i el 31 de maig de 1910 es va combinar amb tres altres colònies per formar la Unió de Sud-àfrica, com una de les seves províncies. És ara la província de KwaZulu-Natal de Sud-àfrica. Els Indis que van ser portats a aquest país des de l'Índia el va anomenar 'Netaal Tapu' (illa de Netal).
Al principi només tenia sobre la meitat de superfície de l'actual província, amb les fronteres del nord-est formades pel riu Tugela i el riu Buffalo més enllà dels quals hi havia el regne independent de Zululand (KwaZulu en zulu). La província actual també es va ampliar per l'addició del Griqualand Oriental situada al sud-oest.
El feroç conflicte amb els zulus va forçar a la població a l'evacuació de Durban (Port Natal), i finalment el bòers van acceptar l'annexió britànica el 1844 sota pressió militar. Un governador britànic va ser nomenat a la regió i molts colons i van emigrar des de Europa i des de la Colònia del Cap. Els britànics van establir una indústria de canya del sucre en els anys 1860. Propietaris de granja van tenir un temps difícil pels problema d'atreure peons zulus per treballar en les seves plantacions, així que els britànics va portar milers de peons des de l'Índia. Arran de la importació de peons indis, Durban esdevingué la llar de la concentració més gran d'indis fora de l'Índia.

## Annexió britànica
Natal va ser proclamat una Colònia britànica el 1843, i administrat des de la Colònia del Cap el 1844. Tanmateix, no va ser fins al final de 1845 que una administració eficaç va ser instal·lada amb Martin West com a lloctinent-governador que el poder del Volksraad bòer finalment va tenir final. En la Guerra Anglo-Zulu de 1879 els britànics derrotaren a l'exèrcit zulu, i Zululàndia va acabar annexionada a Natal el 1897.
L'abril de 1842 Lord Stanley (després 14è earl de Derby), llavors secretari per les colònies en la segona Administració Peel, va escriure a Sir George Napier que l'establiment d'una colònia a Natal tenia perspectives de pocs avantatges, però al mateix temps declarava que les pretensions dels emigrants per ser considerats com una comunitat independent no podria ser admesa. Diverses mesures van ser proposades que van agreujar la situació. Finalment, en deferència a les indicacions apremiants de Sir George Napier, Lord Stanley, en un comunicat de 13 desembre, rebut a Ciutat de Cap el 23 d'abril de 1843, va consentir que Natal esdevingués una colònia britànica. Les institucions a adoptar havien de ser en lo possible d'acord amb els desitjos de la gent, però fou una condició fonamental "que no hi hauria d'haver en la llei qualsevol distinció o desqualificació fundada en la simple diferència de color, origen, llengua o credo." Sir George Napier llavors va nomenar a Henry Cloete (un germà de Coronel Cloete) com a comissionat especial per explicar a l'assemblea (Volksraad) de Natal la decisió del govern.
Hi hi havia un partit considerable de bòers de Natal fortament oposat als britànics, i van ser reforçats per nombroses bandes de bòers que van venir al Drakensberg des de Winburg i Potchefstroom. El comandant Jan Mocke de Winburg (qui hi havia ajudat a assetjar al capità Smith a Durban) i altres del "partit de la guerra" intentaren induir al volksraad a no sotmetre's, i es va preparar un pla per assassinar Pretorius, Boshof i altres dirigents, qui ara estaven convençuts que l'única possibilitat d'acabar amb l'estat de l'anarquia completa en que el país havia caigut era acceptant la sobirania britànica. En aquestes circumstàncies la tasca d'Henry Cloete era molt delicada i de gran dificultat; es va comportar amb molt de tacte i va aconseguir atreure als grangers de Winburg i Potchefstroom al declarar que s'hauria de recomanar que el Drakensberg fos el límit nord de Natal. El 8 d'agost de 1843 el Volksraad de Natal unànimement va acordar acceptar els termes que va proposar Lord Stanley. Molts dels bòers que no reconeixerien el govern britànic, van emigrar (trek) una altra vegada, cap a les muntanyes del que són ara les províncies de l'Estat Lliure d'Orange i Transvaal. Al final de 1843 no quedaven més de 500 famílies holandeses a Natal.
Cloete, abans de retornar al Cap, va visitar Mpande, el rei zulu, i va obtenir d'ell una valuosa concessió: El riu Tugela de les fonts a la boca fou reconegut com a frontera entre Natal i el Regne Zulu. Mpande va deixar a Natal tot el territori entre els rius Buffalo i Tugela, zona que ara forma el comtat de Klip River.

## Seguretat i Poblament britànic[1]
La colonització britànica del Natal havia començat de fet molt abans. Un petit grup de colons britànic va ser atret pel clima aparentment benigne i per la bona terra. Una força petita de 25 homes sota el tinent britànic F. G. Farewell vingut de la Colònia del Cap va establir un poblament a la riba del nord de la Badia de Natal, a prop del que avui és la plaça Farewell. El nou establiment fou capaç d'estar en el costat adequant, donant suport al potent rei zulu Shaka quan van administrar ajut mèdic al rei després que havia estat ferit en una batalla. Com a senyal d'agraïment, va concedir al petit poblament una "franja de 25 milles de costa i cent milles de fons."
El petit poblament britànic estava gairebé estrangulat al començament el Gran Trekker dels bòers va arribar des de la Colònia del Cap. Aquests bòers intentaven fugir de l'administració britànica de la Colònia del Cap. El tres mil bòers van intimidar fàcilment el petit poblament britànic que es va retirar i van instal·lar la República de Natal o Natàlia en el seu lloc. Dos problemes afligirien aquesta república bòer: primer de tot, els britànics utilitzaren l'existència prèvia de la colònia de Port Natal com a justificació per estendre jurisdicció britànica a l'àrea; segon, els zulus a diferència dels colons britànics no es van impressionar per la quantitat i accions d'aquests bòers i les dues parts es van enfrontar sovint.
Aquests dos problemes es van combinar per fer que molts dels Trekkers tornessin a carregar els seus carros i marxaren enrere cap a les muntanyer de Drakensberg desapareixent al nord d'aquestes, intentant evitar els britànics i zulus en tot el possible. Els bòers que van quedar era incapaços de fer front a l'exèrcit britànic quan van entrar a la colònia de Natal el 1843. Els colons britànics van ser ara benvinguts de nou a la colònia per la nova administració.
De 1844 a 1856, la colònia va ser administrada des de la Colònia de Cap. Això era en part a causa de la manca de colons al territori i la població necessària per establir una administració. Però fou també a causa de les fronteres generalment perilloses i fràgils al voltant de Natal. La petita colònia necessitava tot el suport que pogués aconseguir en estar envoltat per tribus africanes potents i les dificultats actuals de tractar amb el bòers.
La colònia a poc a poc expandiria el seu contingent britànic. Mai va atreure la quantitat de colons que era capaces d'atreure Austràlia i Nova Zelanda. Això era en gran part a causa de l'amenaça percebuda a la colònia. Era massa perillós i la terra, tot i que relativament bona pels estàndards d'Àfrica, no era tant bona comparat amb altres destinacions disponibles per tot l'Imperi. Els anglesos arribaren a ser una majoria de la població blanca, però sempre amb una significativa minoria bòer.
Segons el genealogista Shelagh Spencer "L'addició més gran a la població de la nova colònia foren els colons que van arribar del Regne Unit entre 1849 i 1851. Gran Bretanya era en plena depressió en els anys 1840, causant que molts milions dels seus habitants emigraren, principalment als Estats Units, Canadà i Austràlia. Natal va rebre un percentatge petit d'aquestes masses d'emigrants. Hi hi havia diversos esquemes de quines persones van venir a la colònia".
Els britànics s'introduirien en una campanya innecessària i difícil contra els zulus en contra del que volien. Tot i que van tenir una reputació temible anteriorment, el zulus rarament havien entrat en conflicte amb els britànics. En els anys 1870 els zulus tenien raó al queixar-se d'usurpacions de les seves terres fetes per bòers del Transvaal. Una comissió britànica de frontera va delimitar el traçat resultant favorable al regne Zulu, però el Alt Comissionat de la colònia del Cap, Sir Henry Bartle Frere va decidit utilitzar aquesta excusa per reduir l'amenaça militar zulu i va enviar un ultimàtum al rei indicant que la terra disputada només seria retornada si l'exèrcit zulu era llicenciat. Això era massa dur per l'orgull militarista zulu i van ignorar el provocatiu ultimàtum.
Mentrestant, el 14 de setembre de 1876, l'oficina Colonial del Regne Unit va rebre un telegrama de Sir Henry Barley de Ciutat del Cap de l'esfondrament imminent del Transvaal perquè el President Burger i els seus homes havien estat derrotats després del seu atac a Sekhukhune i el poble de la zona, els pedi o bapedi. Això va galvanitzar Henry Herbert, 4t earl de Carnarvon, que va obtenir permís de Disraeli per nomenar a Sir Theophilus Shepstone (conegut pel seu malnom honòrific zulu de Somtseu, que significa ''pare de la nació'') qui havia servit per 30 anys com a administrador a Natal, primer com a agent Diplomàtic davant les Tribus Natives i després secretari per afers natius actuant com a comissari especial al Transvaal. El 15 de desembre de 1876, Shepstone amb 25 soldats de la Policia Muntada de Natal i altres cossos, va sortir de Pietermaritzburg a Pretòria per annexionar el Transvaal; va arribar el 27 de gener de 1877 va tenir una recepció cordial. La polèmica annexió britànica del Transvaal va quedar interrompuda quan Sekhukhune presumptament va signar un tractat de pau amb els bòers eliminant la justificació principal per a la intervenció britànica en el Transvaal (en aquell moment).

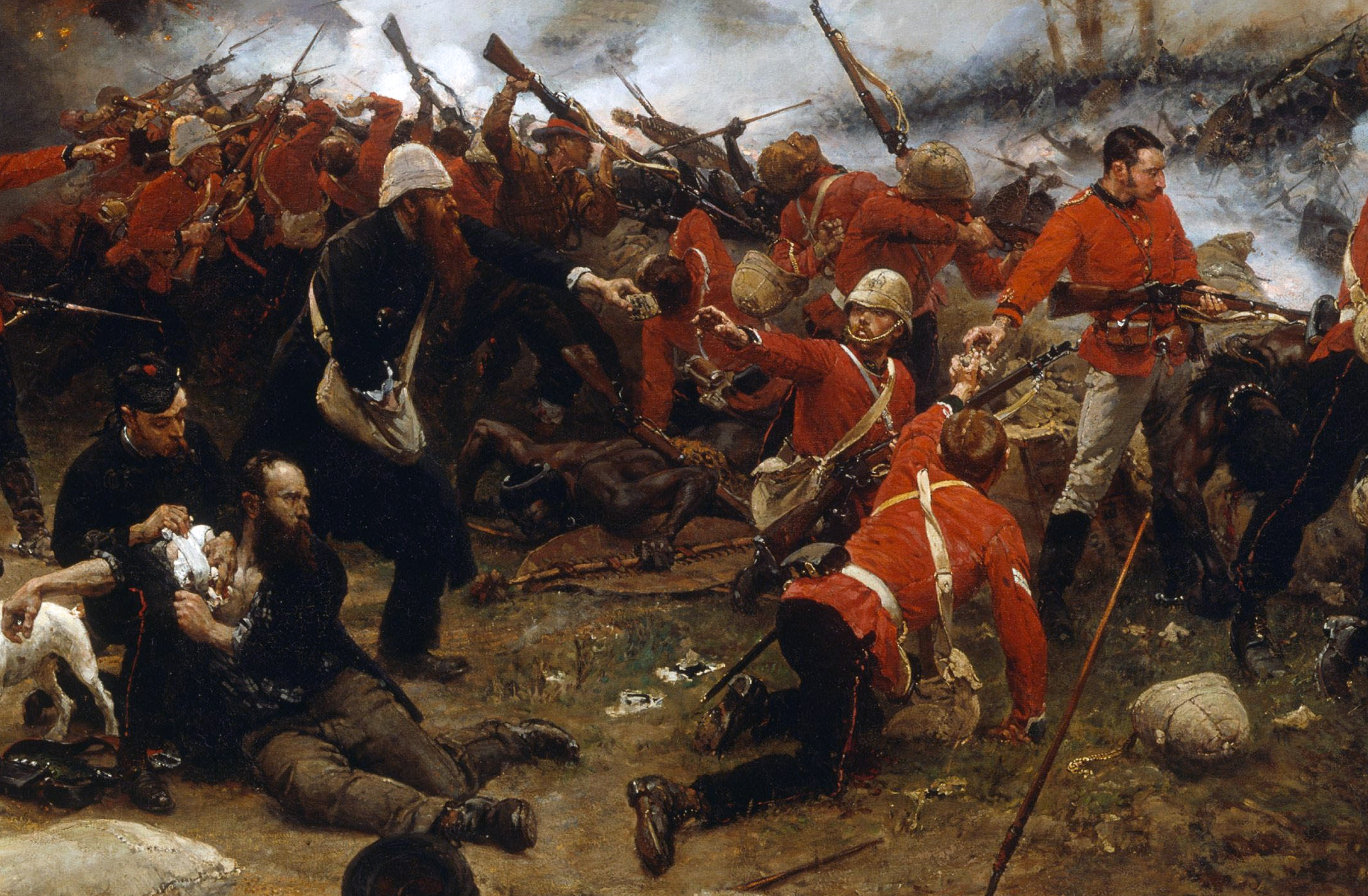
Detall d'una pintura que descriu la Batalla de Rorke Drift durant la Guerra Anglo-Zulu 11 de gener – 4 de juliol de 1879

La invasió britànica de 1879 de Natal es va concebre malament. La força britànica es va dividir i els zulus van caure sobre la columna principal a Isandlwana amb devastadors resultats. El pobre desplegament i l'excés de confiança dels britànics significava que la colònia de Natal estava virtualment sense defensa. Un impi (regiment de guerrers) zulu va travessar el riu Thukela i va atacar la posició britànica a Rorke Drift. Tanmateix, malgrat la defensa valenta, aquest Impi es va excedir en les seves ordres. El rei Cetshwayo amb saviesa havia aconsellat als seus guerrers de lluitar una guerra defensiva i només dins de les fronteres de Zululàndia. Mai va tenir cap intenció d'envair Natal, però això no va parar els colonitzadors de Natal que veien la seva seguretat greument compromesa. Els britànics van haver de respondre enviant un gran exèrcit regular que va ocasionar una important despesa, el qual va derrotar els zulus a la batalla de Ulundi. La ironia d'aquest inútils fets de guerra era que va ajudar més al bòers que als colonitzadors britànics. Amb l'amenaça del zulus eliminada el Transvaal ja no requeriria protecció britànica i aviat va declarar la seva independència però només després de lluitar la primera Guerra Bòer de 1880/1881. El antagonisme entre els britànics i bòers no va quedar eliminat.
Dins 1893, la colònia va ser concedida govern responsable.
La descoberta d'or al Transvaal va portar a la seva invasió pels britànics. El nord de la colònia de Natal va ser capturat pel bòers durant l'obertura del conflicte i Ladysmith es va trobar assetjada. El èxits inicials bòers portarien a l'ús de tota la de l'Imperi britànic sobre les repúbliques bòers. Tanmateix la derrota militar de les repúbliques només significaria que la guerra passaria a un més llarg període de guerrilla els següents dos anys. Els costos humans i físics van ser enormes per totes les parts, principalment a causa de l'ús britànic de campaments de concentració i tàctica de terra cremada. Un petit problema localitzat esdevingué una vergonya internacional enorme pels britànics. La determinació i habilitat del bòers va agafar a tots per sorpresa i va forçar l'exèrcit britànic a qüestionar seriosament les seves tàctiques i iniciar l'aproximació a la guerra moderna.
La conseqüència definitiva de la guerra seria la Unió de Sud-àfrica. Paradoxalment, per una guerra tant llarga i difícil, els britànics atorgaren sorprenentment termes liberals pel seus enemics amb el Tractat de Vereeniging. El britànic obtindria el control formal de les dues Repúbliques però donaria drets considerables al vençut bòers i els ajudaria a reconstruir les repúbliques bòers. L'any 1910 veuria això formalitzat i encara més enllà amb la Unió de Sud-àfrica entre la Colònia del Cap, Natal, Transvaal i l'Estat Lliure d'Orange.

## Sucre i Peons indis
Les dècades prèvies al poblament blanc en Natal, hi hi havia una varietat de canya de sucre indígena que creixia salvatge i era coneguda pels zulus com 'imphe'. Es podia mastegar i era dolça però el seu contingut de sucre no va ser considerat prou alt pels colons per un cultiu comercial viable. Hi hi havia també 'umoba', una soca importada d'autèntica canya de sucre: el 1837 el viatger Nathaniel Isaacs esmenta totes dues plantes. El 1858, Michael Jeffels, un amo de una plantació de mill a Isipingo, va declarar que sabia segur que la canya de sucre creixia en l'àrea del riu Isipingo en els temps de la guerra de Shaka contra Faku el 1828.
Els britànics van establir grans plantacions de sucre a Natal, però van trobar pocs habitants a les àrees veïnes zulus disposats a proporcionar mà d'obra. Els britànics es van girar cap a l'Índia per resoldre la seva escassetat laboral, i mentre a Zululàndia els homes rebutjaven adoptar la posició servil de peons, el 1860 el SS Truro va arribar al port de Durban amb més de 300 persones a bord procedents de l'Índia. En els següents 50 anys, 150.000 persones més considerats tots indis (hi havia però tàmils, bengalís, etc.) van arribar junt amb nombrosos indis lliures de passatge, construint la base per allò què esdevindria la comunitat índia més gran de l'exterior de l'Índia. La majoria d'aquests Indis van embarcar cap al Natal des de Calcuta. Fou el 1893, quan Mahatma Gandhi va arribar a Durban, i llavors els indis ja eren més nombrosos que els blancs a Natal.
Avui Natal produeix per damunt de 2 milions de tones de sucre per any, subministrant la totalitat de la consumida a Sud-àfrica, i exportant el superàvit. En Natal, les monedes que es van utilitzar en aquell temps pel pagament als treballadors de sucre eren fetes d'or. Tanmateix, no podien emportar-se les monedes d'or si tornaven a l'índia. Els Indis van recórrer a un estratagema per portar els seus guanys en monedes d'or a l'Índia; van fer pa (indi roti o paratha) i va mantenir les monedes d'or entre aquests rotis i les van coure. Als que comprovaven l'equipatge als vaixells, van dir que s'emportaven pa per menjar durant el viatge; així foren capaços de portar aquelles monedes d'or a l'Índia.

## Portuari de Durban
La raó per la qual els primers colons blancs van escollir anar a Port Natal fou a causa del seu protegit port. Durban mai hauria assolit el seu ple potencial si les autoritats no haguessin aconseguit guanyar la batalla contra el banc d'arena que va obturar la boca de la badia.
El problema va ser causat per corrents d'oposició al corrent de Moçambic que flueix del sud, el qual instal·la una deriva litoral que mou la sorra en direcció nord al llarg de la costa africana oriental. Una mostra d'aquella sorra va acabar pujant com una barra a través de la boca de la badia, on la deriva litoral s'enrosca al voltant del final del cingle.

La barra va entrar a la badia vent-la altament perillosa per tots els vaixells, però els més petits i un bon nombre d'altres van embarrancar en l'intent de travessar-lo. Els vaixells més grans van ser forçats a ancorar a fora de l'entrada al port.
Això el va fer difícil de carregar i descarregar les carregues i passatgers i, a més, va deixar els vaixells a la pietat dels elements, el qual sovint no es van mostrar gaire generosos. Les autoritats eren ben conscients que la barra situada davant de la ciutat s'havia d'eliminar, però van passar molts anys i es van fer molts intents abans que la tasca fos finalment acomplida.
En el seu llibre "Qui va salvar Natal?", Colin Bender atribueix a Charles Crofts la part principal en la victòria sobre la barra, havent fet molt de la feina sota Innes i Methven, i durant el seu propi exercici com enginyer de port. Havent guanyat la batalla a través de un persistent dragatge, Charles Crofts va ser jubilat anticipadament en agraïment pel Govern de Natal el 1907.
El 1860, el ferrocarril va arribar al port de Durban, enllaçant el port i la ciutat. Per 1890, els rails es van estendre fins a Johannesburg gairebé 500 quilòmetres endins, i el port de Durban es va estendre endins cap als turons frescos de Berea.
Quan l'or va ser descobert a l'àrea del Port de Durban i el carbó va ser descobert a Dundee, el port de Durban va créixer de pressa. Molts vaixells van utilitzar el port per magatzem. Com que el trànsit en el port de Durban va créixer, indústries relacionades amb la marina es van establir allí. Constructors de vaixells, estibadors i abastidors van establir botigues al port, i un moll sec va ser construït.
A prop el final del segle xviii, la indústria de la canya de sucre explotada va fer del port de Durban un dels més importants de l'Imperi britànic. Aviat la terminal de sucre fou la més ocupada en el món. Al canvi del segle, el Port de Durban va tenir carreteres i aigua i sistemes de clavegueram. Amb els ferrocarrils també expandint-se, el Port de Durban va començar per atreure persones que volien passar allí les vacances. El port va créixer com a destinació turística, i és encara una destinació turística important avui.

## Governadors de la Colònia de Natal (1843–1910)

### Comissari especial
- Henry Cloete (10 maig 1843 – 31 maig 1844)

Govern directe per la Colònia del Cap (31 maig 1844 – 4 desembre 1845)

### Lloctinent-governadors
- Martin Thomas West (4 desembre 1845 – 1 agost 1849)
- Benjamin Chilley Campbell Pine (1a vegada) (19 abril 1850 – 3 març 1855)
- John Scott (5 novembre 1856 – 31 desembre 1864)
- John Maclean (31 desembre 1864 – 26 juliol 1865)
- John Wellesley Thomas (suplent) (26 juliol 1865 – 26 August 1865)
- John Jarvis Bisset (suplent) (26 August 1865 – 24 maig 1867)
- Robert William Keate (24 maig 1867 – 19 juliol 1872)
- Anthony Musgrave (19 juliol 1872 – 30 abril 1873)
- Thomas Milles (suplent) (30 abril 1873 – 22 juliol 1873)
- Benjamin Chilley Campbell Pine (2a vegada) (22 juliol 1873 – 1 abril 1875)
- Sir Garnet Joseph Wolseley (suplent) (1 abril 1875 – 3 setembre 1875)
- Sir Henry Ernest Gascoyne Bulwer (3 setembre 1875 – 20 abril 1880)
- William Bellairs (suplent) (20 abril 1880 – 5 maig 1880)
- Henry Hugh Clifford (suplent) (5 maig 1880 – 2 juliol 1880)

### Governadors
- Sir George Pomeroy Colley (2 juliol 1880 – 27 febrer 1881)
- Henry Alexander (suplent per Colley) (17 agost 1880 – 14 setembre 1880)
- Sir Henry Evelyn Wood (suplent) (27 febrer 1881 – 3 abril 1881)
- Redvers Henry Buller (suplent) (3 April 1881 – 9 agost 1881)
- Charles Bullen Hugh Mitchell (1a vegada, suplent) (22 desembre 1881 – 6 març 1882)
- Sir Henry Ernest Gascoyne Bulwer (6 març 1882 – 23 octubre 1885)
- Sir Arthur Elibank Havelock (18 febrer 1886 – 5 juny 1889)
- Sir Charles Bullen Hugh Mitchell (2a vegada) (1 desembre 1889 – juliol 1893)
- Francis Seymour Haden (suplent) (juliol 1893 – 27 setembre 1893)
- Senyor Walter Hely-Hutchinson (28 setembre 1893 – 6 maig 1901)
- Senyor Henry Edward McCallum (13 maig 1901 – 7 juny 1907)
- Senyor Matthew Nathan (2 setembre 1907 – 23 desembre 1909)
- Paul Sanford Methuen, Baró Methuen (17 gener 1910 – 31 maig 1910)

El correu de Governador de la Colònia de Natal esdevingué extingit el 31 de maig de 1910, quan es va unir a la Unió de Sud-àfrica.

## Primers ministres de la Colònia de Natal (1893–1910)
| No. | Nom                   | Partit      | data inici       | data final       |
| --- | --------------------- | ----------- | ---------------- | ---------------- |
| 1   | Sir John Robinson     | Independent | 10 octubre 1893  | 14 febrer 1897   |
| 2   | Harry Escombe         | Independent | 15 febrer 1897   | 4 octubre 1897   |
| 3   | Sir Henry Binns       | Independent | 5 octubre 1897   | 8 juny 1899      |
| 4   | Sir Albert Henry Hime | Independent | 9 juny 1899      | 17 agost 1903    |
| 5   | George Morris Sutton  | Independent | 18 agost 1903    | 16 maig 1905     |
| 6   | Charles John Smythe   | Independent | 16 maig 1905     | 28 novembre 1906 |
| 7   | Frederick Robert Moor | Independent | 28 novembre 1906 | 28 d'abril 1910  |

El càrrec de Primer ministre de la Colònia de Natal també es va extingir el 31 de maig de 1910, quan es va unir la Unió de Sud-àfrica.

## Demografia

### Cens de 1904
Figures de població al cens de 1904. Font:
| Grup de població | Número    | Percentatge(%) |
| Negre            | 904,041   | 81.53          |
| Asiàtic          | 100,918   | 9.10           |
| Blanc            | 97,109    | 8.75           |
| Coloured         | 6,686     | 0.60           |
| Total            | 1,108,754 | 100.00         |

## Província natal
Natal esdevenia la Província de Natal, una de les quatre províncies que van fundar la Unió de Sud-àfrica de 1910, i el 1994 va ser combinat amb el bantustan de KwaZulu per esdevenir KwaZulu-Natal.

## KwaZulu-Natal
KwaZulu-Natal és la terra de la nació zulu. Hi ha també una població índia considerable, una població blanca d'origen bòer a la part nord, i descendents de colons britànics principalment a les ciutats.